# Ẍ

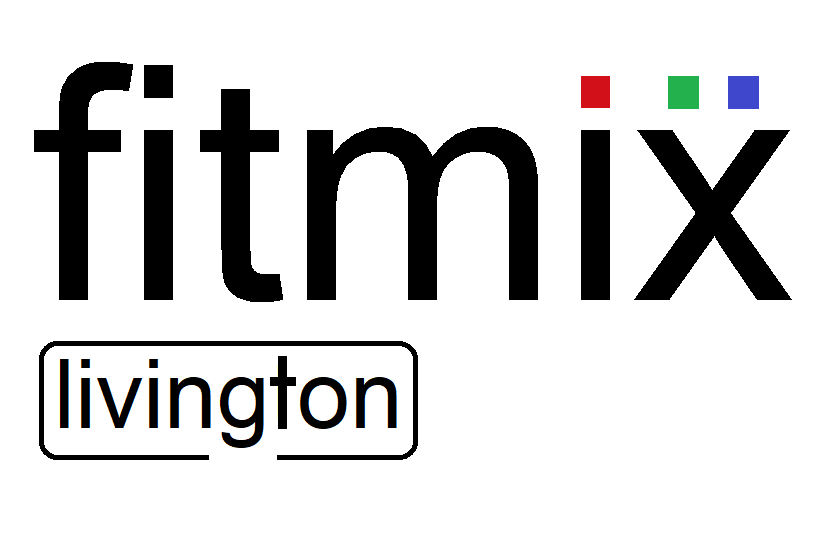
Logo výrobce mixérů Fitmix s písmenem Ẍ na konci

Ẍ (minuskule ẍ) je speciální znak latinky. Nazývá se X s dvěma tečkami. Písmeno Ẍ se vyskytuje pouze v kurdštině. Kurdštinu je možné psát i arabským písmem, a v zápisu arabským písmem odpovídá znaku غ. V kurdštině se obecně moc často nevyskytuje, nejčastěji v cizích slovech, ale ve slovech původních se občas Ẍ také vyskytne. Vyslovuje se jako (IPA ʁ, ʁʷ). V Unicode mají písmena Ẍ a ẍ kódy U+1E8C, resp. U+1E8D.